# Manfred Rademacher (Politiker)
Manfred Rademacher (* 19. April 1954 in Uelzen (Unna)) ist ein deutscher Politiker (SPD).

## Leben und Beruf
Rademacher hat eine Berufsausbildung zum Baufacharbeiter absolviert und in diesem Beruf gearbeitet, bis er 1985 seinen Abschluss als Meister für Betonelementeproduktion machte und Leiter der Transportabteilung eines Betonwerks wurde. Rademacher ist Vater von drei Kindern.
Rademacher ist seit 1992 im Vorstand des Kreisverbands Märkisch-Oder-Spree für das Deutsche Rote Kreuz aktiv.

## Politik
Während der Wende in der DDR gehörte Rademacher am 11. Januar 1990 zu den Gründern der SPD-Ortsgruppe in Storkow (Mark). Er wurde im Mai 1990 zum stellvertretender Bürgermeister von Storkow gewählt und wurde Leiter des Baudezernats der Stadt. Rademacher war zudem SPD-Fraktionsvorsitzender in der Stadtverordnetenversammlung von Storkow und im Kreistag von Beeskow.
Bei der Landtagswahl in Brandenburg 1990 wurde er als Direktkandidat der SPD im Wahlkreis 32 (Beeskow-Frankfurt/Oder II - Eisenhüttenstadt, Land) in den brandenburgischen Landtag gewählt. Bei den Wahlen von 1994 und 1999 schaffte er zweimal hintereinander im Wahlkreis 32 (Oder-Spree III/Frankfurt/Oder) die Wiederwahl, so dass er vom 26. Oktober 1990 bis zum 13. Oktober 2004 Abgeordneter im Potsdamer Landtag war. Er war während der gesamten Zeit Mitglied im Rechtsausschuss, von 1992 bis 1994 war er Mitglied im Ausschuss für Haushalt und Finanzen und hatte den stellvertretenden Vorsitz im Ausschuss für Haushaltskontrolle. Von 1994 bis 2004 war er zudem Mitglied im Ausschuss für Stadtentwicklung, Wohnen und Verkehr sowie im Wahlprüfungsausschuss. 1993 und 1994 gehörte er auch dem parlamentarischen Untersuchungsausschuss zur Überprüfung öffentlich erhobener Vorwürfe der Unregelmäßigkeiten im Zusammenhang mit Grundstücksangelegenheiten und der Vergabe von öffentlichen Aufträgen an.